# Algutsrum
Algutsrum ist ein zur Gemeinde Mörbylånga gehörender Ort (tätort) auf der schwedischen Ostseeinsel Öland.

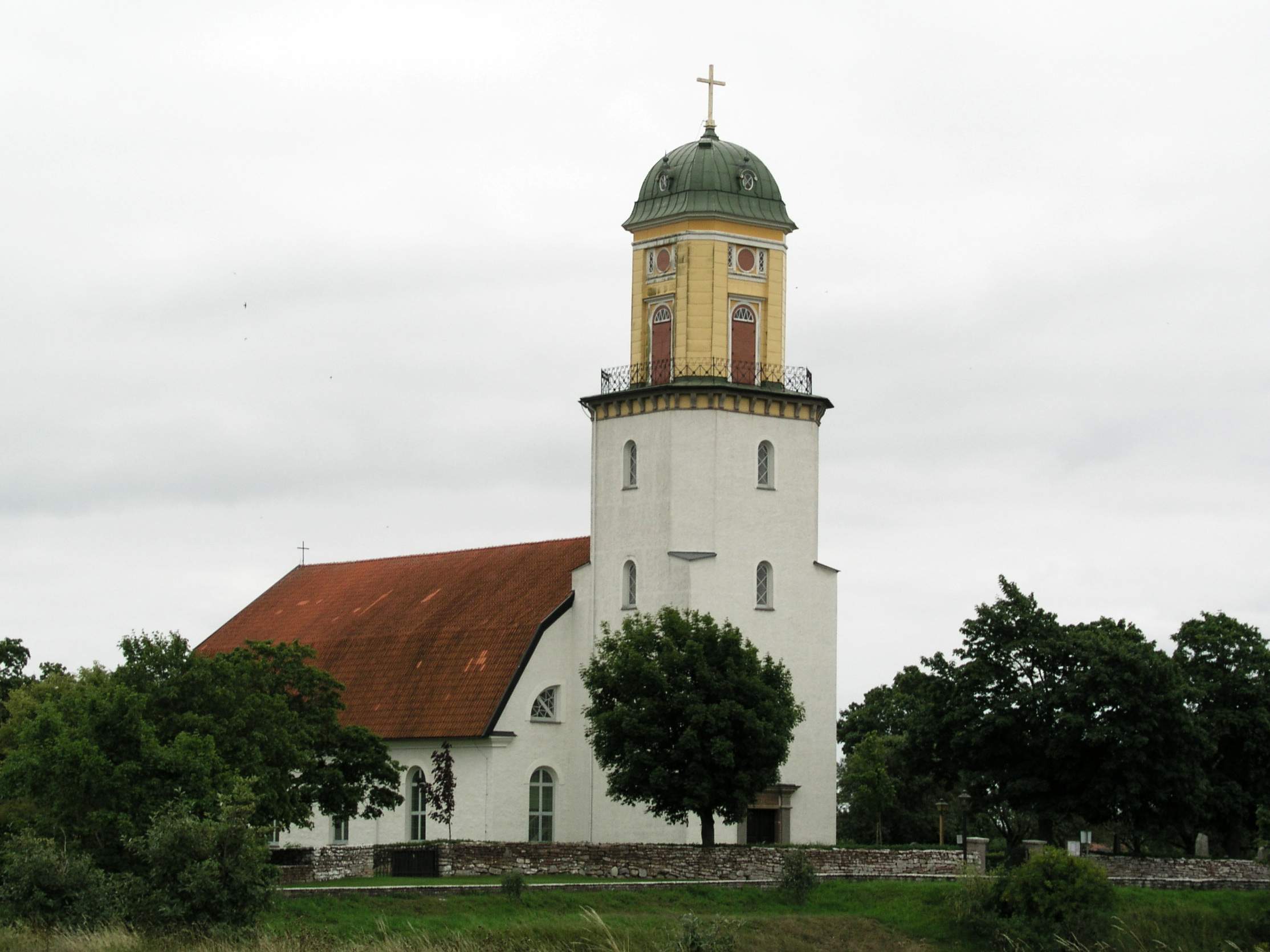
Blick auf Algutsrums Kirche

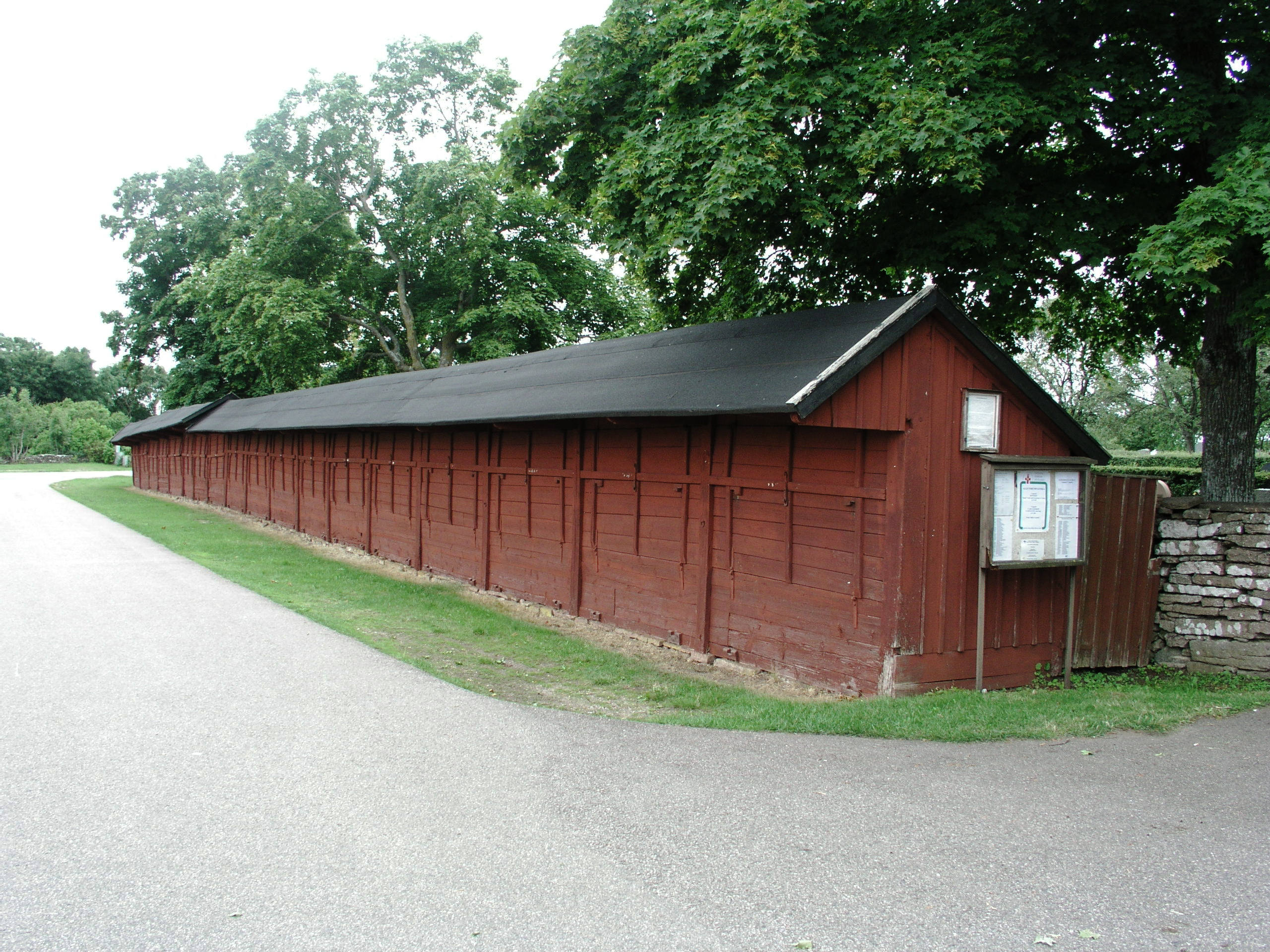
Marktzeile in Algutsrum

Algutsrum liegt etwas nordöstlich von Färjestaden unweit der Öland mit dem Festland verbindenden Ölandbrücke und zählt 862 Einwohner (2015).
Bekannt ist Algutsrum für seinen historischen Markt, dessen Marktbuden noch aus dem 18. Jahrhundert stammen. Westlich des Marktes befindet sich die im Kern auf das 12. Jahrhundert zurückgehenden Kirche von Algutsrum. Östlich des Ortes liegt das Naturschutzgebiet Jordtorpsåsen. Im Ort und seiner näheren Umgebung stehen drei der für Öland typischen Windmühlen. Weithin sichtbar ist ein in der Nähe Algutsrums stehender 150 Meter hoher Sendemast für Rundfunk und Fernsehen.
Begünstigt durch die Nähe zur Ölandbrücke und damit zum schwedischen Festland bestehen in Algutsrum einige kleinere und mittlere Unternehmen. Auch die Landwirtschaft stellt jedoch einen wichtigen Erwerbszweig dar.

## Persönlichkeiten
Algutsrum war die Heimat von Lasses Birgitta, die 1550 als erste Schwedin wegen Hexerei hingerichtet wurde. Aus der Gegend von Algutsrum stammte auch der 1828 geborene schwedische Politiker Fredrik Pettersson, der am 24. November 1908 im Ort starb. Am 30. März 1985 wurde der schwedische Fußballspieler Jonas Fried in Algutsrum geboren.
Die Gråborg, die heute nur noch als Ruine der größten geschlossenen vorgeschichtlichen Befestigung existiert, liegt östlich von Algutsrum.